# Baru
För andra betydelser, se Baru (olika betydelser).
Hervé Barulea, mest känd under artistnamnet Baru, född 29 juli 1947 i Thil i Lorraine, är en fransk serieskapare. Han har på svenska publicerats med albumet Blues i brallan, för vilket han 1990 fick det svenska seriepriset Urhunden för fjolårets bästa seriealbum. 2010 belönades han med staden Angoulêmes stora pris.
Baru har ofta beskrivit sina egna uppväxtmiljöer, i nedgångna industriområden i norra Lorraine. Invandrare, resor, sociala klyftor och arbetarklass är återkommande teman i serierna. De ofta självbiografiskt inspirerade serierna tecknas både med närvarokänsla och en stor portion humor. Under 1990-talet tecknade Baru minst en längre serie för den japanska seriemarknaden, och på senare år har han gjort seriebearbetningar av flera litterära verk.

## Biografi

### Tidiga år
Hervé Barulea föddes 1947 i den nordostfranska småstaden Thil och växte upp nära det något större Villerupt. Hans far var italiensk invandrare, hans mor från Bretagne, och hans uppväxtmiljö industriområdet i norra Lorraine nära den luxemburgska gränsen.
Den unge Baruleas föräldrar var kommunister, och de var övertygade om att man inte kan försörja sig på serier. Därför övertygade de honom att istället satsa på en lärarkarriär, och det kom att dröja till 30-årsåldern innan signaturen Baru började synas i serietidningar. Därefter trappade han ner lärarjobbet och har på senare år till största delen försörjt sig på sitt serieskapande.
Barulea studerade vid universitetet i Nancy, först vid fakulteten för matematik-fysik, därefter vid idrottsfakulteten. Efter studierna började han arbeta som idrottslärare vid Jacques-Callot-skolan (högstadiet) i Neuves-Maisons nära Nancy. På senare år har han arbetat som lärare vid Lorraines konsthögskola.

### 1980-talet
1982 debuterade han med kortare, avslutade serier i tidningen Pilote. Han signerade då som Baru, en signatur han behållit sedan dess. Vid 1985 års seriefestival i Angoulême belönades han med pris för bästa seriealbum, för första delen i sin serie Quéquette blues.
Serien är en fritt hållen självbiografi över ett drygt dygn i den unge Hervés liv, som i mitten av 1960-talet intresserar sig för rockmusik och med blandad framgång försöker att "få till det" med det motsatta könet. Den beskriver en miljö som en gång var präglad av stålverk och tung industri; 1981, när Quéquette blues-avsnitten började tecknas, började man riva de då nedlagda stålverken. Barus målsättning var att berätta historier om en arbetarkultur från en fransk region där denna alltid fått stå tillbaka för de styrandes kultur.
| ”                    | Den folkliga kulturen, det är min kultur, och det är den som jag med en hel del humor försöker berätta om. | „ |
| – Baru, januari 1990 | |   |

Serien skulle fyra år senare komma ut på svenska, då Medusa förlag samlade de tre delarna i samlingsvolymen Blues i brallan. Den svenska samlingsvolymen belönades 1990 med Urhunden för fjolårets bästa översatta seriealbum; den fungerade även som förebild för Albin Michels (Barus dåvarande franska förlag) återutgivning av serien 1991.

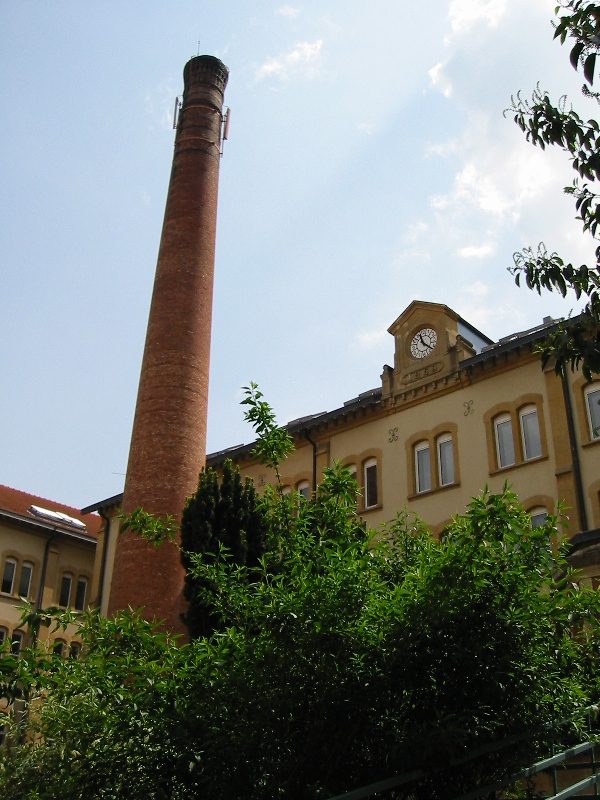
Norra Lorraine är en gammal industriregion, där fabrikerna idag antingen rivits eller byggts om.

Andra tidiga serier av Baru publicerades under 1980-talet i serietidningen Epix. Det var i regel de korta, avslutade historier som Baru tidigare tecknat åt Pilote och som på franska samlats i volymen La piscine de Micheville ('Simbassängen i Micheville').
I slutet av 1980-talet tecknade Baru Cours, camarade ('Spring, kompis') och Le chemin de l'Amérique ('Vägen till Amerika'; ett samarbete med Jean-Marc Thévenet) för L'Écho des Savanes.

### 1990-talet
I början och mitten av 1990-talet var Baru en av ett antal franska serieskapare (se även Édith, Michel Crespin och Edmond Baudoin) som fick uppdrag att skapa originalserier för japanska Kōdanshas serietidning Morning. Barus bidrag var L'autoroute du soleil ('Motorvägen mot solen'), där han i någon mån omarbetade den tidigare serien Cours, camarade ('Spring, kompis'), en serie av roadmovie-stil. L'autoroute du soleil blev mycket uppmärksammad även hemma i Frankrike och belönades vid 1996 års seriefestival i Angoulême som årets bästa seriealbum.

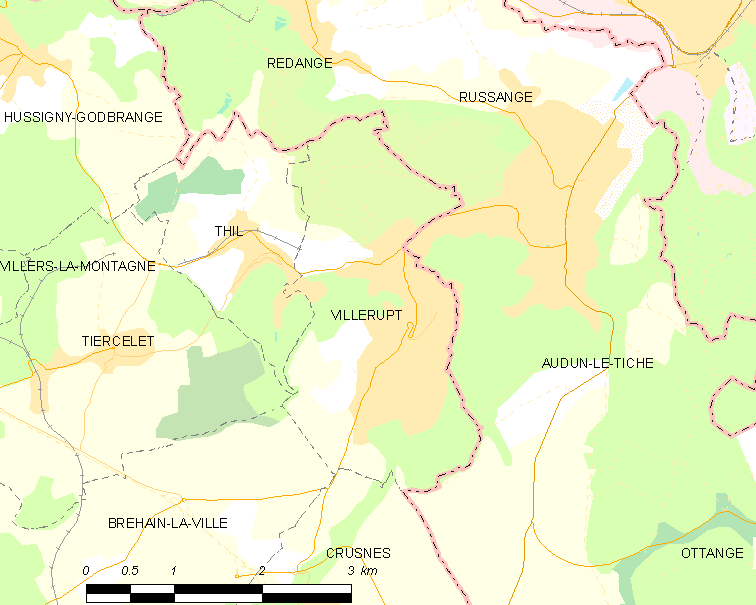
Området runt Thil och Villerupt i norra Lorraine. Den röda linjen till höger är gränsen mot Luxemburg.

Barus uppväxtmiljöer var ett industriområde som sett sina bästa dagar. Staplarna är befolkningstalen i födelseorten Thil.

Baru fortsatte därefter med flera serier tecknade för Casterman. Dessa var Sur la route encore ('Återigen på väg'; hyllning till 1960-talet), det cyniska, apokalyptiska dramat Bonne année och seriesviten Les années Spoutnik ('Sputnik-åren'), inspirerad av Barus 1950-tal.

### 2000-talet
Därefter kom L'enragé ('Den förbannade'), en längre serie som 2004–06 publicerades i Dupuis kollektion Aire Libre.
2008 återvände Baru till Casterman med sin seriebearbetning av Pierre Pelots Pauvres zhéros ('Stackasch nollor') och ytterligare en samhällsbeskrivning med titeln Noir ('Svart'). Förlaget Les Rêveurs gav 2010 ut hans 300-sidiga serieroman Villerupt 1966. Samma år trycktes förlaget Futuropolis Fais péter les basse, Bruno!, en berättelse om invandring och brottslighet.
2006 fick Baru motta Grand Boum på seriefestivalen i Blois för sin samlade produktion. 2010 fick han motsvarande utmärkelse på den största av franska seriefestivaler – Grand prix de la ville d'Angoulême ('Staden Angoulêmes stora pris'). En dokumentärfilm med namnet Génération Baru (i regi av Jean-Luc Muller) visades under festivalen.

## Stil och teman
Baru tecknar allt som oftast (rörande) halvt självbiografiska berättelser från vardagslivet i den franska arbetarklassen. Historierna är ofta placerade i Barus egen uppväxtmiljöer, hos de italienska invandrarna i industriområdena i nordöstra Frankrike. Blues i brallan beskriver 1960-talet; de 150 sidorna beskriver mer precist nyårsaftonen 1965 och nyårsdagen 1966. Les années Spoutnik går tillbaka ytterligare tio år och presenterar invandrares liv i Lorraines industristäder under 1950-talet.
L'autoroute du soleil var ett återskapande av roadmovie-principen från Cours, camarade, fast utfört i en teknik och format som mer liknade manga.
Baru är stilmässigt tydligt påverkad av Jean-Marc Reisers råa, ärliga humor och de expressionistiska teckningarna hos argentinaren José Muñoz. Influensen Muñoz har också lett honom att uppskatta och inspireras av dennes läromästare, den eftertänksamme äventyrsberättaren Hugo Pratt. Den influensen syns bland annat i reseskildringen L'autoroute du soleil.
En annan stark influens är Mœbius, mer specifikt dennes korta serie "Vit mardröm". Den är en suggestivt berättad liten thriller på temat främlingsfientlighet.
| ”                    | Jag har upplevt två chocker i mitt liv som fått mig att vilja göra serier. Den ena chocken gav mig faktiskt Mœbius "Vit mardröm", och den andra kom från Reiser. | „ |
| – Baru, januari 1990 | |   |

### Originalalbum
- Quéquette blues, Dargaud, (3 album som 1991 samlades till en volym hos Albin Michel – under titeln Roulez Jeunesse ! – och återutgiven 2005 hos Casterman)

1. Part. Ouane, 1984
2. Part. Tou, 1986
3. Part. Tri, 1986

- La piscine de Micheville, Dargaud, 1985 (återutgiven hos Albin Michel 1993; utökad nyutgåva 2009 på förlaget Les Rêveurs)
- La communion du Mino, Futuropolis, 1985
- Vive la classe!, Futuropolis, 1987
- Cours, camarade!, Albin Michel, 1988
- Le chemin de l'Amérique, scénario de Jean-Marc Thévenet, Albin Michel, 1990 (återutgiven hos Casterman 1998)
- L'autoroute du soleil, Casterman, 1995 (återutgiven i två delar 2002)
- Sur la route encore, Casterman, 1997
- Bonne année, Casterman, 1998
- Les années Spoutnik, Casterman

1. Le pénalty, 1999
2. C'est moi le chef!, 2000
3. Bip bip!, 2002
4. Boncornards Têtes-de-lard!, 2003

- L'enragé, kollektionen Aire libre, Dupuis

1. Del 1, 2004
2. Del 2, 2006 (Prix Albert-Uderzo : Sanglier du Meilleur Album 2006)

- Pauvres zhéros, bearbetning och manus av Pierre Pelot, 2008 – belönad vid 2009 års seriefestival i Angoulême
- Fais péter les basses, Bruno!, Futuropolis, 2010
- Canicule, seriebearbetning av Jean Vautrins roman, 2013[8]

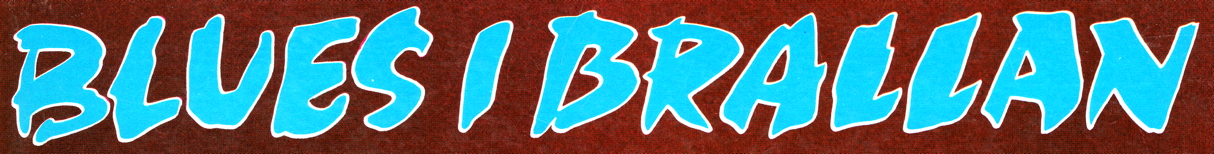
Titeltexten till Blues i brallan, en prisbelönt historia som utspelas under ett nyårsdygn i mitten av 1960-talet.

### Svenska publiceringar
Album
- 1989 – Blues i brallan, Medusa förlag 1989, ISBN 918630-045-8. (översättning av Quéquette blues 1–3)

Tidningar
- 1986–89 – Epix (serier från: Piscine de Micheville):
  - 10/1986 – "Kanin-Janta"
  - 11/1986 – "Vill fröken dansa?"
  - 12/1986 – "Partyt"
  - 6/1987 – "Sommarlov"
  - 7/1987 – "Nadette"
  - 10/1987 – "Benskydd"
  - 2/1988 – "Peugeoten"
  - 8/1988 – "Badinrättningen"
  - 2/1989 – "Diverni är en jävla typ"